# Mietstudio
Als Mietstudio wird ein Foto- oder Filmstudio bezeichnet, das an andere Fotografen und Kameraleute, die kein eigenes Studio besitzen, vermietet wird.
Die Vermietung erfolgt meistens auf Stunden- oder Tagesbasis und umfasst die Nutzung des Studios und der Ausstattung, zu der meist auch die Lichttechnik (Blitzanlage, Dauerlicht, Lichtformer etc.), verschiedene Hintergründe, diverse Requisiten sowie ein Umkleide- und Waschraum gehören. Kameras und Objektive sind meistens nicht im Mietpreis enthalten, können aber teilweise zusätzlich gemietet werden.